# Гретхен Карлсон
Гретхен Елізабет Карлсон (англ. Gretchen Carlson; нар. 21 червня 1966, Анока) — американська журналістка, письменниця, телевізійна коментаторка, скрипалька, феміністка, борчиня з сексуальними домаганнями на роботі. Багаторічна співведуча американського новинного сету «The Early Show». Одна зі 100 найвпливовіших людей світу в часописі «Time».
6 липня Карлсон подала позов проти тодішнього голови «Fox News» та генерального директора Роджера Ейлса, заявивши про сексуальні домагання. Позов Карлсон змусив десятки інших жінок також виступити з заявами про домагання Ейлса, в результаті яких він пішов у відставку. У вересні 2016 року Карлсон та «21st Century Fox» врегулювали позов на 20 мільйонів доларів. Ці події зображено в телесеріалі «Ранкове шоу».

## Життєпис
Гретхен Елізабет Карлсон зростала в лютеранській родині в Аноці, штат Міннесота, донька Карен Барбари (Hyllengren) та Лі Роя Карлсон. Вона шведського походження. Закінчила середню школу Аноки в школі Анока-Геннепін, де була валедикторіанкою класу 1984 року. Однією з її нянь була Мішель Бахман, майбутня республіканська конгресвумен.
У дитинстві Гретхен була скрипалькою, яка грала на радіо та телебаченні.
У 1984 році Карлсон влаштовується до обслуговуючого персоналу «Анока Homecoming». Вже в 1988 році вона завоювала титул «Міс Міннесота». У 1989 році здобуває титул «Міс Америка» від штату Міннесота.
Закінчила Стенфорд, де вивчала організаційну поведінку, з відзнакою. Під час навчання провела рік за кордоном в Оксфордському університеті, навчаючись та досліджуючи твори Вірджинії Вульф.
4 жовтня 1997 року Карлсон одружилася зі спортивним агентом Кейсі Клоузом. Вони живуть у Гринвічі, штат Коннектикут, виховують двох дітей.
Здобувши досвід роботи телеведучої та репортерки, приєдналась до кореспондента «CBS News» у 2000 році та стала співведучою «The Early Show».
У вересні 2011 року була призначена до інавгураційного класу Зали Слави Середньої Школи Анока.

## Кар'єра

### Робота на телебаченні
Згодом після здобуття у 1989 році титулу «Міс Америка», Карлсон отримала роль співачки та політичної коментаторки на телеканалі «WRIC-TV». «Style Weekly» вважав це переворотом для «WRIC-TV», оскільки це був «канал з низькою оцінкою» на той час. У 1992 році Карлсон приєдналася до «WCPO-TV» медіакоментаторкою і працювала там протягом двох років. Пізніше працювала у «WOIO», де вони з колегою Деніз Дюфала стали першими жінками, які мали відношення до найважливіших новин.
У 2000 році приєдналася до «CBS News» та почала працювати над «The Early Show» у 2002 році. Карлсон розпочала телевізійну кар'єру в Річмонді, штат Вірджинія, політичною репортеркою «WRIC-TV». У 2005 році Карлсон перейшла на телеканал «Fox News» і стала співведучою ранкового шоу «Fox & Friends» разом зі Стівом Дучі та Браяном Кілміадом.
Спочатку Карлсон перевели в «Fox &Friends» на посаду керівниці й лише на вихідні. Вона кілька років співпрацювала зі Стівом Дучі та Браяном Кілміадом і все ж залишила «Fox & Friends» у вересні 2013 року, щоб вести денну програму «Справжня історія з Гретхен Карлсон», що стартувала восени 2013 року.

### Позови щодо сексуальних домагань
6 липня 2016 року Карлсон подала позов проти сексуальних домагань проти голови «Fox News» Роджера Ейлса у Суперіордаційному суді штату Нью-Джерсі та підтвердила у своєму акаунті в «Твіттер», що більше не працює з «Fox News». У своєму листі Карлсон зазначила, що її звільнили через відмову від сексуальних натяків Ейлса. Після гучних звинувачень Ейлс одразу почав стверджувати, що вони є неправдивими, тоді як юридична фірма, що представляє Карлсон, стверджувала, що десять інших жінок звернулися до них, щоб розповісти про поведінку Ейласа в «Fox News». Коли справа набирала обертів, Карлсон звернулась безпосередньо до своїх шанувальників, подякувавши їм у серії відеороликів у «Твіттер» та запропонувавши свою підтримку постраждалим від сексуальних домагань. Фокс подав документи до суду, стверджуючи, що Карлсон була змушена за контрактом розглядати її вимоги за третейським судом. Карлсон зазначила: «Примушувати жертв сексуальних домагань до таємних арбітражних процедур неправильно, оскільки це означає, що ніхто не дізнається, що насправді сталося».
Після того, як Ейлс пішов у відставку 21 липня 2016 року, Карлсон сказала, що відчуває «полегшення, що зараз мені нарешті повірять», хоча також зазначила: «відчуваю гнів через те, що витрачено на це так багато часу».
У квітні 2018 року Карлсон уклала першу угоду щодо співпраці з мережами «A&E», за якою вона зможе приймати три документальні сюжети на своїх каналах, таких як Lifetime. Гретхен Карлсон: «Порушення мовчання» зосереджується на історії кожної жінки про сексуальні домагання на робочому місці. Прем'єра відбулася 14 січня 2019 року.

### Адвокатка з прав жінок та голова «Міс Америка»
У 2017 році Карлсон випустила свою другу книгу «Будь жорстокою» про випадки сексуальних домагань, що стала бестселером «Нью-Йорк таймс». Карлсон виступила на двох конференціях «TED», на одній з яких йшла мова про права жінок та сексуальні домагання на робочому місці, а другий про політичні часи, в які ми живемо, і про те, як ми можемо об'єднатися як нація для розв'язання питань.
1 січня 2018 року Карлсон була обрана головою ради директорів організації «Міс Америка», яка займається волонтерською діяльністю. Першим рішенням Карлсон незабаром після вступу на посаду було зняття змагань у купальниках з конкурсу. У «CNN» повідомлялося, що цілями Карлсон був перехід конкурсу на «Міс Америка 2.0», де змагання в купальниках буде замінене на інтерв'ю на сцені. Це рішення було прийнято за для того, щоб перенести фокус із сексуальної об'єктивації зовнішнього вигляду на досягнення жінок.

## У популярній культурі

### Фільм «Бомбшелл»
У стрічці у зображено кар'єру Карлсон у «Fox News». Фільм вийшов 13 грудня 2019 року. Ведучу грає Ніколь Кідман, з іншими популярними акторами, серед яких Марго Роббі, Кайла Поспісіл, Шарліз Терон у ролі Мегін Келлі та Джона Літгоу в ролі Роджера Ейлса Фільм відтворює події в «Fox News» напередодні відставки Ейлса з організації.

## Книги

### «Отримання реального»
«Отримання Реального» — перша книга Карлсон, яка вийшла у 2016 році після звільнення із «Fox News», зосереджена переважно на «Міс Америка» та викликах, з якими стикаються жінки в різних професійних обставинах.

### «Будь жорстокою: припини домагання та поверни свою силу»
У 2017 році вона випустила свою другу книгу «Будь жорстокою: припини домагання та поверни свою силу». Карлсон використала книгу як платформу, щоб розповісти історії жінок з усіх штатів у США, які зазнали сексуальних домагань. Під час інтерв'ю жінки наводили численні приклади того, як до них проявляли недоречний сексуальний інтерес колеги-чоловіки.

## Філантропія та нагороди
У 2017 році Карлсон створила «Фонд подарунків мужності», а також ініціативу лідерства Гретхен Карлсон (GCLI). GCLI співпрацює з програмою «Все разом», щоб допомогти людям, які постраждали від ґендерного насильства, дискримінації та цькування.
Карлсон завжди підтримувала конкурс «Міс ти можеш це зробити», де «важливіше, ніж вбрання учасниці — те, що в їх серцях». Засноване абатством Курраном, разом з минулою переможницею міс Айова США, яка народилася з ДЦП, конкурс вшановує дівчат та жінок, які живуть з особливими потребами.